# Claire Dodd
Claire Dodd, nata Dorothy Anne Dodd (Des Moines, 29 dicembre 1908 – Beverly Hills, 23 novembre 1973), è stata un'attrice statunitense attiva negli anni trenta e nei primi anni quaranta.

## Biografia
Iniziò la sua carriera artistica a New York, lavorando alle Ziegfeld Follies, dove venne notata dal produttore cinematografico Darryl F. Zanuck. Girò il suo primo film, Ragazze che sognano (1930), per la MGM, ma lavorò anche per la Paramount, la Warner Bros., l'Universal. Nella sua carriera, che durò fino al 1942, apparve in 63 film.
Interpretò per due volte la parte di Della Street in due film della serie Perry Mason: nel 1935 in The Case of Curious Bride di Michael Curtiz e nel 1936 in L'uomo ucciso due volte di William Clemens.

## Vita privata
Si sposò due volte. La prima, dal 1931 al 1938, con Jack Milton Strauss, da cui ebbe un figlio, Jon Michael Strauss. La seconda, nel 1942, con H. Brand Cooper, per cui lasciò la carriera di attrice. Il matrimonio, da cui nacquero tre figli, durò fino alla morte dell'attrice, avvenuta nel 1973, nella sua casa di Beverly Hills, all'età di 64 anni, a causa di un tumore.
Venne sepolta al Brand Family Cemetery di Glendale Foto Archiviato il 23 luglio 2011 in Internet Archive..

## Filmografia
- Ragazze che sognano (Our Blushing Bride), regia di Harry Beaumont (non accreditato) (1930)
- Whoopee!, regia di Thornton Freeland (1930)
- Up Pops the Devil, regia di A. Edward Sutherland (1931)
- The Lawyer's Secret, regia di Louis J. Gasnier e Max Marcin (1931)
- Confessions of a Co-Ed, regia di David Burton, Dudley Murphy (1931)
- The Secret Call, regia di Stuart Walker (1931)
- Una tragedia americana (An American Tragedy), regia di Josef von Sternberg (1931)
- The Road to Reno, regia di Richard Wallace (1931)
- Ragazze per la città (Girls About Town), regia di George Cukor (1931)
- Working Girls, regia di Dorothy Arzner (1931)
- Under 18, regia di Archie Mayo (1931)
- Two Kinds of Women, regia di William C. de Mille (1932)
- Il segreto del dottore (Alias the Doctor), regia di Michael Curtiz e, non accreditato, Lloyd Bacon (1932)
- Dancers in the Dark, regia di David Burton (1932)
- The Broken Wing, regia di Lloyd Corrigan (1932)
- This Is the Night, regia di Frank Tuttle (1932)
- Man Wanted, regia di William Dieterle (1932)
- Guilty as Hell, regia di Erle C. Kenton (1932)
- Crooner, regia di Lloyd Bacon (1932)
- Lawyer Man, regia di William Dieterle (1932)
- The Match King, regia di Howard Bretherton, William Keighley (1932)
- Uomini nello spazio (Parachute Jumper), regia di Alfred E. Green (1933)
- L'affare si complica (Hard to Handle), regia di Mervyn LeRoy (1933)
- Blondie Johnson, regia di Ray Enright, Lucien Hubbard (non accreditato) (1933)
- Elmer, the Great, regia di Mervyn LeRoy (1933)
- Ex-Lady, regia di Robert Florey (1933)
- Ann Carver's Profession, regia di Edward Buzzell (1933)
- Viva le donne! (Footlight Parade), regia di Lloyd Bacon (1933)
- My Woman, regia di Victor Schertzinger (1933)
- Un popolo in ginocchio (Massacre), regia di Alan Crosland (1934)
- Journal of a Crime, regia di William Keighley (1934)
- L'ultima carta (Gambling Lady), regia di Archie Mayo (1934)
- Smarty, regia di Robert Florey (1934)
- The Personality Kid, regia di Alan Crosland (1934)
- I Sell Anything, regia di Robert Florey (1934)
- Secret of the Chateau, regia di Richard Thorpe (1934)
- Babbitt, regia di William Keighley (1934)
- Roberta, regia di William A. Seiter (1935)
- The Case of the Curious Bride, regia di Michael Curtiz (1935)
- The Glass Key, regia di Frank Tuttle (1935)
- Don't Bet on Blondes, regia di Robert Florey (1935)
- Mariti in pericolo (The Goose and the Gander), regia di Alfred E. Green (1935)
- The Payoff, regia di Robert Florey (1935)
- The Singing Kid, regia di William Keighley (1936)
- Navy Born, regia di Nate Watt (1936)
- Murder by an Aristocrat, regia di Frank McDonald (1936)
- The Song of a Nation, regia di Frank McDonald (1936)
- Two Against the World, regia di William C. McGann (1936)
- L'uomo ucciso due volte (The Case of the Velvet Claws), regia di William Clemens (1936)
- The Women Men Marry, regia di Errol Taggart (1937)
- Romance in the Dark, regia di H.C. Potter (1938)
- Fast Company, regia di Edward Buzzell (1938)
- Three Loves Has Nancy, regia di Richard Thorpe (1938)
- Charlie Chan in Honolulu, regia di H. Bruce Humberstone (1938)
- Woman Doctor, regia di Sidney Salkow (1938)
- L'assassino è in casa (Slightly Honorable), regia di Tay Garnett (1939)
- Se fosse a modo mio, regia di David Butler (1940)
- The Black Cat, regia di Albert S. Rogell (1941)
- Allegri naviganti (In the Navy), regia di Arthur Lubin (1941)
- Don Winslow of the Navy, regia di Ford Beebe e Ray Taylor (1942)
- The Mad Doctor of Market Street, regia di Joseph H. Lewis (1942)
- Mississippi Gambler, regia di John Rawlins (1942)
- Giorgio sei grande (The Daring Young Man), regia di Frank R. Strayer (1942)